# Paracelsus-Klinik Bremen
Die Paracelsus-Klinik Bremen in Bremen – Vahr, In der Vahr Nr. 65, ist ein Paracelsus-Akut-Krankenhaus aus der deutschen Klinikgruppe Paracelsus-Kliniken, Osnabrück.

## Aufgaben
Die Paracelsus-Kliniken haben 34 Einrichtungen an insgesamt 18 Standorten in Deutschland, davon 13 Akut-Kliniken. 
Das Krankenhaus in Bremen hat eine ambulante und stationäre medizinische Versorgung mit einer medizinisch-chirurgischen Versorgung in den Fachbereichen Anästhesie, Orthopädie, Neurochirurgie, Neurologie, Physiotherapie, Schmerzmedizin und Sportmedizin & Prävention.
In der Klinik mit 90 Betten und 6 OP-Sälen werden jährlich rund 3.700 stationäre Patientinnen und Patienten versorgt.

## Geschichte
1957 wurde die Klinik zur Vahr mit 28 Betten durch das Ehepaar Steineck gegründet. 1962 erhielt sie den Namen Kurfürstenklinik. 1969 entstand ein Erweiterungsbau und die Klinik hatte 100 Betten. 1970, nach der zweiten Ausbaustufe, waren es 169 Betten. 1971 kam das Ärztehaus Sonneberger Straße hinzu. 1973 hatte die Klinik 200 Betten. 1988 wurde die Klinik durch die Paracelsus-Kliniken übernommen. Von 1996 bis 2012 reduzierte sich die Bettenzahl in Stufen auf 90. Nun heißt sie Paracelsus-Klinik Bremen.